# 고토 유스케
고토 유스케(일본어: 後藤 優介, 1993년 4월 23일 ~ )는 일본의 축구 선수이다.

## 구단 경력
그는 2012년부터 J리그의 오이타 트리니타, 시미즈 에스펄스, 몬테디오 야마가타에서 뛰었다.